# Eclair Football Club
Éclair Athlétique Club des Gonaïves, conhecido como Éclair des Gonaïves ( ouÉclair AC ou simplesmente Éclair), é um clube de futebol haitiano sediado em Gonaïves no Haiti. Fundado no dia 5 de julho de 1951, disputa a primeira divisão nacional do país. Em 2016 foi promovido a Haiti Division 1 Ligue, após ser vice-campeão da Haiti Division 2 Ligue 2016 junto com o clube Sud-Est.
Atualmente, manda seus jogos no estádio Parc Vincent, também em Gonaïves.